# Chris Robshaw
Chris Robshaw (Surrey, 4 de junio de 1986) es un exjugador británico de rugby que se desempeñaba como ala. Fue capitán de los Harlequins y capitán de la selección de Inglaterra desde enero de 2012 hasta diciembre de 2015.

## Carrera
Robshaw comenzó jugando al rugby en el Warlingham RFC a los 7 años y estudió en el Cumnor House School. Luego se cambió a Millfield Preparatory School y más tarde a Millfield donde fue el primer capitán del equipo.
Robshaw hizo su debut en la Premiership en London Double Header a comienzos de la temporada 2007–08. Luego pasó a formar parte de los England Saxons con quienes ganó la Copa Churchill en el verano de 2008.
En mayo de 2009, Robshaw fue nombrado jugador del año de la Guinness Premiership.
En la temporada 2011-12 fue elegido de nuevo mejor jugador de la liga, esta vez Aviva Premiership.

## Selección nacional
Robshaw jugó por la selección sub-18 de Inglaterra (enero) en 2004, antes de hacer su debut en la temporada 2005-06 de la primera división de rugby; anotando dos tries en la victoria de 42–3 sobre los Pertemps Bees en el estadio Stoop.
También formó parte de la selección sub-21 de Inglaterra que compitió en el Torneo de las Seis Naciones 2006 y la Copa Mundial de Rugby sub-21.
El 12 de diciembre de 2008 Will Greenwood declaró que Robshaw presionó para participar en partidos internacionales, y que peleó por un cupo en la inminente gira de los Lions por Sudáfrica. Greenwood llegó a comparar a Robshaw con el ala ganador de la Copa Mundial, Richard Hill.
El 19 de mayo de 2009, Robshaw fue convocado para integrar el equipo inglés en el partido de Barbarian F.C. y Argentina. Debutó con la selección nacional de Inglaterra en un partido contra la Argentina en Salta el 13 de junio de 2009, jugando 53 minutos.
Robshaw jugó y sufrió la derrota de los Barbarians. Robshaw luego reemplazó a James Haskell en la alineación inicial para el partido de vuelta en Salta, Argentina; contra los argentinos. venciendo en su debut en un partido amistoso a Argentina.
El 25 de enero de 2010, Robshaw fue nuevamente llamado a la selección inglesa, debido a una lesión en la rodilla sufrida por Tom Croft.
Fue convocado por Martin Johnson para el equipo preliminar de 45 hombres que irían a la Copa Mundial de Rugby, pero no logró pasar el corte final. Robshaw no fue considerado para la selección para la Copa del Mundo de Rugby a pesar de impresionar en el campo de entrenamiento.
Tras el desastre que para Inglaterra fue la Copa Mundial de Rugby 2011, se hizo cargo del equipo el entrenador Stuart Lancaster. En enero de 2012 Robshaw fue anunciado como el capitán de Inglaterra durante los dos primeros partidos del torneo Seis Naciones de 2012. Lancaster eligió a Robshaw como capitán de Inglaterra para el Torneo de las Seis Naciones 2012, convirtiéndolo así en pieza clave de la renovación del equipo por ser un jugador sin complicaciones, comprometido y entregado al juego. 
Ha salido como titular en los cinco partidos del Torneo de las Seis Naciones 2013, siendo el capitán y sin ser sustituido por otro. Su actuación ha sido destacada, siendo incluido por más de un periodista en su Equipo del Torneo. Ha destacado como placador (tercero con 65), y también llevando el balón (cuarto con 57). Es un trabajador infatigable que lo da todo en cada momento. “Excelente con el balón en la mano y el mejor número 7 en el breakdown”. Sería el flanker del lado abierto ideal.
En 2015 es seleccionado para formar parte de la selección inglesa que participa en la Copa Mundial de Rugby de 2015., pero queda señalado por la prensa de su país al caer Inglaterra en la primera fase del mundial siendo la primera vez que un anfitrión cae en esta fase.
Como capitán de Inglaterra es segundo en la lista de todos los tiempos (42) detrás de Will Carling (59), pero es el líder absoluto en la historia de la era profesional del rugby.
En enero de 2016, perdió su capitanía nacional ante el hooker Dylan Hartley, pero mantuvo su lugar como titular regular. Robshaw fue cambiado a flanker ciego ese año, cambiando posiciones también.